# Alianza Democrática (Venezuela)
Alianza Democrática fue una coalición electoral venezolana creada para enfrentar al gobierno de Nicolás Maduro en las elecciones parlamentarias venezolanas de 2020 y agrupada en la Asamblea Nacional. En sus inicios, estuvo conformada por los partidos El Cambio, Cambiemos y Avanzada Progresista, partidos que formaban parte de Concertación por el Cambio, además de Acción Democrática y COPEI. Posteriormente, se incorporarían a la coalición otros partidos, tales como Primero Venezuela, Venezuela Unida y Voluntad Popular.
Algunos de los partidos políticos que forman parte de la coalición tales como Acción Democrática, COPEI y Voluntad Popular, están intervenidos por juntas ad-hoc designadas por el Tribunal Supremo de Justicia, así como también de partidos cuyos miembros son acusados de estar involucrados en la Operación Alacrán.

## Historia

### Inicios
El 4 de septiembre de 2020, representantes de cinco partidos políticos pertenecientes a una facción de la oposición venezolana se presentaron ante el CNE para formalizar las postulaciones de candidatos para las cuestionadas elecciones parlamentarias que se realizaron el 6 de diciembre del mismo año.
Días después, el 8 de septiembre, en un acto realizado con presencia de medios de comunicación nacionales e internacionales, Javier Bertucci anunció la constitución de una coalición denominada "Alianza Democrática", para participar en las polémicas elecciones parlamentarias. Aseveró que la alianza tiene el propósito de lograr la salida del gobierno de Maduro con una ruta "electoral, democrática y constitucional", mediante la participación activa en los comicios venideros, para luego convocar un referéndum revocatorio.

### Acción política
Juan Carlos Alvarado, secretario general de Copei, dijo que la alianza postuló candidatos en las elecciones parlamentarias de 2020 en las 24 listas estadales y las 87 circunscripciones electorales del país. Mencionó que dicha alianza cuenta con una estructura para defender el voto en los 14.509 centros de votación y las más de 35 mil mesas electorales habilitadas para los comicios que se celebraran el 6 de diciembre de 2020.
El Movimiento Ecológico se suma a la Alianza Democrática en algunos estados como Amazonas, Cojedes, Delta Amacuro, Lara, Mérida, Miranda, Nueva Esparta, Táchira, Trujillo, Vargas y Zulia.
El 9 de diciembre el CNE publicó en su página oficial el boletín que adjudica a los 274 diputados por votación Lista Nacional, Lista Regional y Nominal. La coalición logra la mayoría de los votos de la oposición, obteniendo 1.169.363, representando el 18,76% de la participación total.
Posteriormente se incorporó los partidos disidentes de Primero Venezuela de los diputados Luis Parra y José Brito, Venezuela Unida del diputado suplente Chaim Bucarán y el partido intervenido judicialmente Voluntad Popular del también suplente José Gregorio Noriega.
Para las elecciones regionales que se celebraran el 21 de noviembre, la coalición presentó sus candidatos a las gobernaciones y alcaldías. No obstante, algunos partidos, como Movimiento al Socialismo, Movimiento de Integración Nacional - Unidad, Movimiento Ecológico de Venezuela, Movimiento Republicano y Bandera Roja, apoyaron a candidatos de la Plataforma Unitaria o postularon sus propios candidatos.
La alianza es suprimida en agosto de 2023, después de pugnas entre sus miembros al momento de organizarse para la elección de un candidato común para las elecciones presidenciales del año siguiente.

## Composición
Para agosto de 2023, la Alianza estuvo compuesta por 25 partidos políticos, mencionados a continuación:
| Partido                                                               | Ideología              | Posición        |
| --------------------------------------------------------------------- | ---------------------- | --------------- |
| Acción Democrática (AD) (intervenido)                                 | Socialdemocracia       | Izquierda       |
| Copei (intervenido)                                                   | Socialcristiano        | Centroderecha   |
| Cambiemos (CMC)                                                       | Progresismo            | Centroizquierda |
| Avanzada Progresista (AP)                                             | Progresismo            | Centroizquierda |
| Primero Venezuela (PV)                                                | Humanismo              | Centroizquierda |
| Voluntad Popular (VP) (intervenido)                                   | Socialdemocracia       | Centroizquierda |
| Venezuela Unida (VU)                                                  | Socialdemocracia       | Centroizquierda |
| Movimiento Ecológico de Venezuela (MOVEV) (intervenido)               | Ecologismo             | Centroizquierda |
| Unidad Visión Venezuela (UVV)                                         | Liberalismo            | Centro          |
| Movimiento al Socialismo (MAS)                                        | Socialismo democrático | Centroizquierda |
| Movimiento Republicano (MR) (intervenido)                             | Socialdemocracia       | Centro          |
| Esperanza por el Cambio (EL CAMBIO)                                   | Democracia cristiana   | Centro          |
| Prociudadanos (PRO)                                                   | Liberalismo            | Derecha         |
| Soluciones para Venezuela (SPV)                                       | Socialdemocracia       | Centroizquierda |
| Nueva Visión para mi País (NUVIPA) (intervenido)                      | Nacionalismo cristiano | Centro          |
| Bandera Roja (BR) (intervenido)                                       | Marxismo-Leninismo     | Izquierda       |
| Opinión Nacional (OPINA)                                              | Conservadurismo        | Derecha         |
| Movimiento de Integridad Nacional-Unidad (MIN - UNIDAD) (intervenido) | Desconocida            | Derecha         |
| Progreso Social (PS)                                                  | Nacionalismo           | Centro          |
| Partido Centro Democrático (PCD)                                      | Humanismo cristiano    | Centro          |
| REDES                                                                 | Socialismo             | Izquierda       |
| Movimiento de los Pueblos Indígenas (MOPIVE)                          | Indigenismo            | Transversal     |
| Alianza Centro (AC)                                                   | Chavismo moderado      | Centro          |
| Construyendo País                                                     | Partido atrapalotodo   | Transversal     |
| Va Pa´lante                                                           | Progresismo            | Centroizquierda |

## Resultados electorales

### Elecciones parlamentarias
|  | 22,94 % |

|  | 6.01 % |

### Diputados en la V Legislatura
| Diputado principal         | Entidad Federal  | Partido político |
| -------------------------- | ---------------- | ---------------- |
| Nixon Maniglia             | Amazonas         | AD               |
| Luis Eduardo Martínez      | Aragua           | AD               |
| Javier Segovia             | Bolívar          | EL CAMBIO        |
| Javier Bertucci            | Carabobo         | EL CAMBIO        |
| Ángel Ocanto               | Lara             | AP               |
| Juan Carlos Alvarado       | Miranda          | COPEI            |
| Óscar Ronderos             | Nueva Esparta    | AD               |
| Ezequiel Pérez Roa         | Táchira          | AD               |
| Alexander Cordero Graterol | Zulia            | COPEI            |
| Rubén Limas                | Distrito Capital | AD               |
| Bernabé Gutiérrez          | Nacional         | AD               |
| Anyelith Tamayo            | Nacional         | AD               |
| José Gregorio Correa       | Nacional         | AD               |
| Alfonso Campos Jessurun    | Nacional         | EL CAMBIO        |
| Yobany Blanco              | Nacional         | EL CAMBIO        |
| Luis Augusto Romero        | Nacional         | AP               |
| Miguel Salazar             | Nacional         | COPEI            |
| Timoteo Zambrano           | Nacional         | CMC              |
| Luis Parra                 | Nacional         | PV               |
| José Brito                 | Nacional         | PV               |

## Controversias y críticas
La constitución de esta coalición esta cargada de controversias y críticas, ya que los partidos Acción Democrática, COPEI y Voluntad Popular, que forman parte de la coalición, están intervenidos por juntas ad-hoc designadas por el Tribunal Supremo de Justicia, así como también de partidos cuyos miembros son acusados de estar involucrados en la Operación Alacrán.
Una investigación llevada a cabo por Tal Cual, indica que la actuación de los diputados de la Asamblea Nacional que forman parte de la coalición no termina de deslindarla de tener cercanías con el gobierno, ya que aprobó varios acuerdos en conjunto con la bancada oficialista, incluida la aprobación de tres leyes, pese a que se han abstenido de votar por la Ley de Ciudades Comunales y del Parlamento Comunal. Nancy Requena, profesora del Departamento de Estudios Políticos de la Universidad Metropolitana, afirmó que la bancada no posee una actitud crítica frente al oficialismo.
A raíz de una declaración de Vladimir Villegas el 26 de octubre, en la que supuestamente hubo reuniones entre miembros de la coalición y la Plataforma Unitaria para apoyar ciertas candidaturas de cara a las elecciones regionales, Henry Ramos Allup declaró que no hay ningún tipo de alianza entre ambos, y tildó a los partidos que constituyen la coalición, como partidos "alacraneados" (la mayoría tildan de “alacranes” o “alacrán”).